# Quique Dacosta Restaurante
Quique Dacosta Restaurante és un restaurant ubicat a la ciutat alicantina de Denia, i dirigit pel xef Quique Dacosta.
El restaurant de Quique Dacosta es troba davant de la platja de Dénia des del 1999. El seu cuiner d'origen extremeny, afincat al País Valencià, va arribar al restaurant el 1989, quan aquest encara era el restaurant 'El Poblet', un menjador de cuina castellana que va néixer l'any 1981. Amb el temps, Dacosta va arribar a ser cap de cuina i adquirir el restaurant. Des d'aleshores, el restaurant s'ha convertit en un referent de la cuina valenciana i espanyola.
'Quique Dacosta Restaurante' ha rebut nombroses distincions i reconeixements des que el 1999 va rebre el premi al millor restaurant de la Costa Blanca. A partir d'aquí, va començar a sembrar un camí d'èxits. Disposa de tres estrelles Michelin i és considerat un dels destins gastronòmics més recomanables del món. El 2002 va rebre la seva primera estrella Michelin, quatre anys més tard va aconseguir la segona, i la tercera va arribar el 2012. El mateix any 2012 va entrar a la llista global The World's 50 Best Restaurants, i el 2024 arriba a col·locar-se com el 14 millor restaurant del món, i el quart millor restaurant d'Espanya.